# 33562 Amydunphy
33562 Amydunphy è un asteroide della fascia principale. Scoperto nel 1999, presenta un'orbita caratterizzata da un semiasse maggiore pari a 2,3501025 UA e da un'eccentricità di 0,1240601, inclinata di 5,90361° rispetto all'eclittica.